# Los Muppets (película)
Los Muppets (título original en inglés: The Muppets) es una película estadounidense de comedia musical estrenada en 2011. En la cinta, Walter (interpretado por  Jim Parsons) es el mayor aficionado de los Muppets del mundo, y junto a su hermano Gary (Jason Segel) y la novia de su hermano, Mary (Amy Adams), deben recaudar 10 millones de dólares para salvar el Teatro Muppet de Tex Richman (Chris Cooper), un empresario que planea demoler el teatro para perforar el suelo en busca de petróleo.
La película fue dirigida por James Bobin y escrita por Jason Segel y Nicholas Stoller. En la producción destacan nombres como: Martin Baker, David Furnish, Segel, David Hoberman, Todd Lieberman y John Scotti. Además, contó con Bret McKenzie como supervisor de la música.  
La película, producida y distribuida por Walt Disney Pictures, fue lanzada en Norteamérica el 23 de noviembre de 2011. La producción se comenzó en septiembre de 2010; se anunció por primera vez en marzo de 2008, y se estrenó en el Festival de Cine de Savannah en el 2011. Fue la primera película de los Muppets en cines después de 12 años, y contó con la secuela Muppets Most Wanted, estrenada en 2014.  
El filme cuenta con seis números musicales y tres de sus clásicas canciones: "The Muppet Show Theme", "Rainbow Connection" y  "Mah Na Mah Na".
Consiguió el Oscar a la mejor canción original de 2011 por el tema Man or Muppet.

## Trama
La película inicia con una serie de escenas donde se muestra la infancia de Walter, aparentemente idílica, que vive en Smalltown. Un día después de que le negasen el acceso a un juego en la feria por su baja estatura, él y su hermano Gary alquilan una cinta que ven en su hogar, y la cinta resulta ser un episodio de El Show de Los Muppets. A partir de ese momento, se convierten en seguidores del programa. 
Una noche, en la actualidad, Walter sufre una pesadilla donde Los Muppets escapan de la televisión y le proponen entrar al grupo, pero no logra entrar porque se estrella con la pantalla. Al despertar, su hermano Gary le habla sobre un viaje a Hollywood (Los Ángeles) con motivo de su décimo aniversario de noviazgo con Mary, y le informa que él los acompañará, porque quiere confirmar que la versión de que Los Muppets se separaron es solamente un rumor de internet.
Ya en Los Ángeles los tres protagonistas visitan los Muppets Studios, los cuales se encuentran abandonados y toman un tour de recorrido por los estudios junto con un grupo de asiáticos que al parecer no entienden mucho del tema. La primera parada es fuera de la antigua oficina de Kermit; Walter se escabulle del tour, y se cuela en la oficina de Kermit, donde ve varias fotos de Los Muppets a lo largo de los años, los viejos banjos de Kermit, recortes de diarios donde había noticias de Los Muppets, smokings viejos de Kermit, etc. Walter escucha ruidos que lo hacen esconderse. Entran a la oficina los viejitos del balcón del teatro (Statler y Waldorf) quienes entregan al multimillonario Tex Richman el contrato de "Ricos y Famosos" (el que Kermit firmó en La Película original sobre Los Muppets) el cual contiene el título de propiedad del Teatro de los Muppets; en él descubren una cláusula que afirma que los Muppets deben conseguir diez millones de dólares antes de que expire el contrato, para recuperar el teatro. El malvado petrolero Tex Richman entra en pánico, ya que su plan es demoler el estudio para encontrar un pozo de petróleo bajo el teatro de los Muppets.
Walter entra en shock y grita durante todo el viaje de vuelta. Ya calmado en el auto, informa del malvado plan a Mary y Gary, por lo que deciden buscar a Kermit, ayudados por un mapa de casas de las estrellas de Hollywood, con el fin de salvar al teatro de la destrucción total. Encuentran la casa, y logran hablar con Kermit, quien primero duda de la propuesta, pero finalmente accede al ver las fotos de sus antiguos amigos cobrar vida (retratos en mi mente).
Primero encuentran a Fozzie, quien trabaja en un bar de mala muerte, junto con el grupo tributo a Los Muppets: "The Moopets", y logran convencerlo; luego van por Gonzo, quien es un magnate, muy ocupado, del negocio de sanitarios. Gonzo al principio se niega, pero después acepta y destruye su fábrica con un dispositivo de autodestrucción; encuentran a Animal en un grupo de ayuda para controlar la ira, junto al actor Jack Black, a quienes también logran convencer, no sin antes provocar una pelea con Black, acto seguido van por los demás Muppets. 
En la siguiente escena, todos van a París a buscar a Miss Piggy, quien es una importante ejecutiva en la revista de modas Vogue. Logran entrar a su oficina, pero después de una charla con Kermit en la que Piggy le dice que solo se preocupa por el grupo en general, ella decide quedarse en París. Los Muppets logran reemplazarla con Miss Poggy y regresan al estudio en Los Ángeles.
Al llegar rompen el candado de la puerta de entrada, y se encuentran con que todo está muy sucio y abandonado, por lo cual todos trabajan para limpiarlo (We Build This City). Para lograr reunir los diez millones deciden realizar una teletón y van a diferentes cadenas de televisión para que los apoyen. Ninguna cadena quiere apoyarlos; únicamente la ejecutiva de la CDE los contrata, con la condición de que consigan una celebridad. Después vemos que inician los ensayos, pero nadie logra hacerlo bien, en eso llega Miss Piggy y se deshace de Poggy, aceptando quedarse hasta después del teletón. Kermit le pregunta a Walter si puede encargarse de un acto, Walter no cree tener ningún talento, así que se dedica a buscar a alguien que sí lo tenga.
Con todo este barullo, Gary ha olvidado que el viaje a Los Ángeles fue para celebrar sus 10 años de noviazgo con Mary; ella se siente mal, pues piensa que Gary se ha olvidado de la celebración por apoyar el sueño de su hermano Walter y los Muppets y decide dar un paseo sola. En ese paseo se encuentra con Piggy, la cual está furiosa con Kermit y ambas cantan (La fiesta de Mí Misma). Kermit va a buscar a Richman para que les devuelva el estudio, a falta de una celebridad, quien explica su actitud cantando una canción (Hablemos de mí) y le dice que no, además de recordarles que si fallan perderán al teatro y sus derechos como Muppets y todo eso le será trasladado a Los Muppets. Estando afuera del rascacielos de Richman, Kermit deprimido decide regresar a casa, aunque Piggy anima a los demás a seguir con el proyecto. Mary regresa a Smalltown; Walter y Gary empiezan a preguntarse si son Hombres o Muppets (Hombre o Muppet) y Gary vuelve con Mary pidiéndole perdón, mientras que Walter se queda en Los Ángeles con Los Muppets pues comprende que su lugar y hogar es con ellos. Los demás Muppets secuestran a Jack Black y convencen a Kermit de llevar a cabo el teletón.
Llega el gran día y comienzan el show con el tema de apertura (El Tema del Show de Los Muppets), con solo unos vagos como público; pero después gracias a que el show es transmitido por televisión en horario estelar la gente se entera y llena el Teatro de los Muppets. Celebridades como Whoppy Goldberg y Selena Gomez les ayudarán contestando los teléfonos. El show marcha como en los viejos tiempos, aunque Kermit no deja de sentirse nervioso. Cuando le toca salir a Walter, le da pánico escénico por lo que entran Kermit y Piggy para reconciliarse y cantan Rainbow Connection. El show está terminando antes de lo planeado, pues les falta un acto. Gary y Mary regresan al teatro, logrando frustrar un apagón que provocó Richman. Gary motiva a Walter y él logra dar el más grande espectáculo de silbido enloqueciendo a los espectadores, lo que aumenta su autoestima, pero Tex sabotea los teléfonos y el display en donde se muestra la cantidad de dinero recaudado, provocando que el sistema falle, y que solo consigan recaudar $999,999. Tex llega al escenario y como no llegaron a juntar los 10 millones de dólares les dice que tienen que desalojarlo. Tristes los Muppets salen por los pasillos y una vez en el vestíbulo, Kermit motiva a los demás, animándolos a comenzar desde abajo y llegar a la cima.
En esto, Kermit empuja la puerta principal, al salir todos se encuentran con que la calle está cerrada por miles de fanáticos con carteles de apoyo y los Muppets se convencen de que en realidad el público nunca los olvidó, como habían creído. 
La película termina con todos los personajes cantando Qué Bueno es Vivir (final).
Durante los créditos los humanos de la película cantan Manha Manha. Gonzo, quien durante su acto atoró sus dedos en una bola de boliche logra soltarla y golpea a Richmman que vuela espectacularmente. Vemos una portada de periódico en la que la noticia principal es que Tex accedió a devolverles el teatro. Gary le pide matrimonio a Mary y ella acepta.

## Personajes
| Actor             | Personaje                   |
| ----------------- | --------------------------- |
| Jason Segel       | Gary                        |
| Jim Parsons       | Walter                      |
| Amy Adams         | Mary                        |
| Chris Cooper      | Tex Richman                 |
| Rashida Jones     | Veronica Martin             |
| Alan Arkin        | Guía de Turismo             |
| Jack Black        | Él mismo                    |
| Emily Blunt       | Recepcionista de Miss Piggy |
| Zach Galifianakis | Hobbo Joe                   |
| Bill Cobbs        | Abuelo                      |
| Donald Glover     | Ejecutivo Junior de CDE     |

## Titiriteros
| Actor          | Personaje |
| -------------- | --- |
| Steve Whitmire | Kermit the Frog, Statler, Beaker, The Muppet Newsman, Rizzo la rata, Link Hogthrob                                       |
| Dave Goelz     | El Gran Gonzo, Dr. Bunsen Honeydew, Zoot, Beauregard, Waldorf, Kermoot the Frog                                          |
| Eric Jacobson  | Fozzie Bear, Miss Piggy, Animal, Sam el Águila, Marvin Suggs                                                             |
| Bill Barretta  | Rowlf el Perro, Dr. Dientes, Bobo el Oso, Pepe el Langostino, el Chef Sueco, Behemoth, Mahna Mahna, forma muppet de Gary |
| Peter Linz     | Walter |
| David Rudman   | Janice, Scooter, Wayne, Miss Poogy                                                                                       |
| Matt Vogel     | Floyd Pepper, Crazy Harry, Camila el Pollo, Tío Deadly,, Lew Zealand, Sweetums, 80' Robot, Janooce, Roowlf el Perro      |
| Tyler Bunch    | Thog, Foozie Bear |
| Alice Dinehan  | Afghan Hound |

## Cameos
A lo largo de la película, diferentes celebridades aparecen en pantalla para interpretar papeles secundarios.
| Actor               | Personaje                                | Notas                                                 |
| ------------------- | ---------------------------------------- | ----------------------------------------------------- |
| Selena Gomez        |                                          |                                                       |
| Dave Grohl          | Animool                                  |                                                       |
| Neil Patrick Harris |                                          |                                                       |
| Judd Hirsch         |                                          |                                                       |
| John Krasinski      |                                          |                                                       |
| Jim Parsons         | La forma humana de Walter                |                                                       |
| Rico Rodriguez II   |                                          |                                                       |
| Mickey Rooney       | Un residente de Smalltown                |                                                       |
| Kristen Schaal      |                                          |                                                       |
| Sarah Silverman     | Recepcionista                            |                                                       |
| Whoopi Goldberg     |                                          |                                                       |
| Emily Blunt         | La asistente de Miss Piggy               |                                                       |
| Lady Gaga           | la directora de Vogue (escena eliminada) |                                                       |
| Katy Perry          |                                          | Parodiando su tema I Kissed a Girl (escena eliminada) |
| Sarah Hyland        |                                          |                                                       |
| Donald Glover       | Ejecutivo                                |                                                       |

## Premios y nominaciones
| Galardón     | Categoría                             | Candidato(s)                                    | Resultado |
| ------------ | ------------------------------------- | ----------------------------------------------- | --------- |
| Óscar (2011) | Mejor canción original, Man or Muppet | Jason Segel Peter Linz Bill Barreta Jim Parsons | Ganadora  |

## Secuela
En marzo de 2012, tras el éxito comercial y crítica de la película, Walt Disney Pictures consiguió un contrato con James Bobin y Nicholas Stoller para dirigir y escribir, respectivamente, una nueva entrega. El 4 de marzo, Jason Segel indicó que él no tendría ninguna participación en la secuela. El 24 de abril, Walt Disney Studios anunció oficialmente que la secuela estaba en desarrollo con una fecha de lanzamiento del 21 de marzo de 2014. En el reparto se incluyen a Ricky Gervais, Ty Burrell, y Tina Fey. David Hoberman y Todd Lieberman volverán a producir la película, así como Bret McKenzie volverá a escribir la música para esta nueva entrega de Los Muppets.